# Přemysl Hainý
Přemysl Hainý (18. prosince 1925 Praha – 24. října 1993) byl český a československý hokejový obránce. Reprezentoval Československo na několika mezinárodních turnajích. Získal mistrovský titul na MS 1949 a dvě zlaté medaile na Mistrovství Evropy v ledním hokeji. V roce 1950 byl odsouzen v procesu s Československými hokejisty k trestu 1 rok odnětí svobody.

## Hokejová kariéra
Počátkem listopadu 1948 se mělo původně uskutečnit oddalované turné do Severní Ameriky, které ale neproběhlo. Už se počítalo, že začne ligová soutěž, ale na poslední chvíli přišlo pozvání k sérii utkání do Velké Británie. Vedení hokejového svazu s pozváním souhlasilo, a dokonce byl ještě narychlo domluven zápas ve Francii. Přemysl Hainý se měl také zúčastnit, nakonec nikam neletěl. Díky tomu se vyhnul letecké havárii, při které zahynulo šest československých hokejistů – Ladislav Troják, Vilibald Šťovík, Miloslav Pokorný, Karel Stibor, Zdeněk Jarkovský a Zdeněk Švarc.
V letech 1948–1950 byl členem reprezentačního týmu, který získal tři zlaté medaile: jednu na MS 1949, další dvě na evropských šampionátech. Zúčastnil se také Zimních olympijských her 1948, kde československý tým vybojoval stříbrné medaile.
V říjnu 1950 byl spolu s dalšími spoluhráči zatčen a ve vykonstruovaném procesu odsouzen na 1 rok. Teprve v roce 1968 byli všichni odsouzení hráči plně rehabilitováni.
Po návratu z vězení se dokázal vrátit k vrcholovému hokeji, čtyři sezóny v letech 1952–56 hrál za Tatru Smíchov, nástupnický tým LTC. Prvoligovou kariéru zakončil mistrovským titulem v Kladně. Do reprezentace však již nebyl pozván.
V reprezentaci odehrál 27 zápasů, v nichž vstřelil 7 gólů.

## Trenérská kariéra
Během trénování se věnoval týmům jak v Československu – ČSA Ruzyně, HC Sparta Praha, tak i v zahraničí – ve Švýcarsku působil 3 sezóny u HC Servette Ženeva, v Nizozemsku trénoval jednu sezónu tým Veronika Den Haag a naposledy působil tři sezóny v Olympii Lublaň.